# Rioraja agassizii
Rioraja agassizii (лат.) — единственный вид хрящевых рыб рода Rioraja семейства Arhynchobatidae. Обитают в субтропических водах юго-западной части Атлантического океана. Встречаются на глубине до 130 м. Их крупные, уплощённые грудные плавники образуют округлый диск с треугольным рылом. Максимальная зарегистрированная длина 71 см. Откладывают яйца. Не являются объектом целевого промысла. 

## Таксономия
Впервые новый вид был научно описан в 1841 году как Uraptera agassizii. Вид назван в честь ихтиолога-геолога Луи Агассиса.

## Ареал
Эти скаты обитают в юго западной части Атлантики между 30 ° ю ш.  и 43° ю. ш. Распространены в водах Аргентины, Бразилии и Уругвая. Встречаются на глубине от 10 до 130 м. Взрослые скаты летом приплывают на нерест в прибрежную зону.

## Описание
Широкие и плоские грудные плавники этих скатов образуют диск в виде ромба с треугольным заострённым рылом и закруглёнными краями.  На вентральной стороне диска расположены 5 жаберных щелей, ноздри и рот. Хвост длинный и тонкий. На хвосте имеются латеральные складки. 2 маленьких спинных плавника расположены на хвостовом стебле. Хвостовой плавник редуцирован. Максимальная зарегистрированная длина 71 см.

## Биология
Эти скаты ежегодно откладывают яйца, заключённые в твёрдую роговую капсулу с выступами по углам. Эмбрионы питаются исключительно жедтком. Сезон размножения длится с ноября по июль, пик приходится на январь-февраль. Рацион Rioraja agassizii состоит из ракообразных, моллюсков и рыб.

## Взаимодействие с человеком
Эти скаты не являются объектом целевого лова. Попадаются в качестве прилова при донном тралении. В ареале ведётся интенсивный промысел. В Аргентине вид включён в список видов с лимитированным ежегодным уловом. С 1994 по 1999/2003 общая биомасса скатов, встречающихся в прибрежных водах Аргентины и Уругвая, сократилась на 31 %. Международный союз охраны природы  оценил охранный статус вида как «Уязвимый».